# Kaspar Capparoni
Gaspare "Kaspar" Capparoni (Roma, 1 de agosto de 1964) es un actor italiano. 

## Biografía
Después de haber empezado a la edad de 18 años en teatro gracias a Giuseppe Patrone Griffi, en 1984 formó parte del reparto de la película Phenomena, dirigida por Dario Argento; después este actor actuó en: Colpi di luce (1985), dirección de Enzo G. Castellari, Gialloparma (1999), dirección de Alberto Bevilacqua, Encantado (2002), dirigido por Corrado Colombo, Il Ritorno del Monnezza (2005), dirigido por Carlo Vanzina, Two Families e Il sole nero, ambos de 2007. 
También ha trabajado en varios programas de ficción televisiva, entre ellos están: la telenovela Ricominciare (2000), la miniserie de televisión Pequeño mundo antiguo, las series Incantesimo 4, (2001) y Elisa di Rivombrosa (2003), La caza (2005), miniserie dirigida por Massimo Spano, en la que es el antagonista de Alessio Boni y la serie Capri (2006). 
En 2007 se convirtió en protagonista de la miniserie Donna Detective, dirigida por Cinzia TH Torrini y el año siguiente participó en Rex, un policía diferente, dirigida por Marco Serafino, y en la serie Capri 2, dirección de Andrea Barzini y Giorgio Molteni.

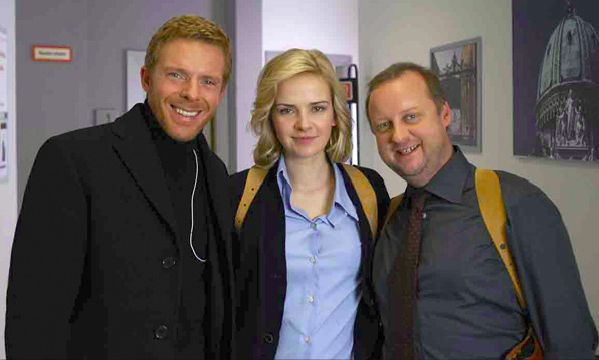
Kaspar Capparoni con Denise Zich y Martin Weinek.

## Filmografía

### Cine
- Phenomena (1984), dirección de Dario Argento
- Colpi di luce (1985), dirección de Enzo G. Castellari
- Gialloparma (1999), dirección de Alberto Bevilacqua.
- Encantado (2002), dirección de Corrado Colombo
- Il ritorno del Monnezza (2005), dirección de Carlo Vanzina
- Two families (2007), dirección de Barbara Wallace e Thomas R. Wolfe
- Il sole nero (2007), dirección de Krzysztof Zanussi

### Televisión
- Addio e ritorno (1995), dirección de Rodoldo Roberti - Film TV
- Tequila e Bonetti (2000), dirección de Bruno Nappi y Christian I. Nyby II - Episodio: Cuore rapito - Serie TV
- La casa delle beffe (2000), dirección de Pier Francesco Pingitore - Miniserie
- Ricominciare (2000-2001), dirigida por varios - Telenovela
- Piccolo mondo antico (2001), dirección de Cinzia TH Torrini - Miniserie
- Incantesimo 4 (2001), dirección de Alessandro Cane y Leandro Castellani - Serie
- Elisa di Rivombrosa (2003), dirección de Cinzia TH Torrini - Serie
- La caccia (2005), dirección de Massimo Spano - Miniserie
- Provaci ancora Prof (2005), dirección de Rossella Izzo - Episodio: La mia compagna di banco - Miniserie
- Capri (2006), dirección de Francesco Marra y Enrico Oldoini - Serie
- Donna Detective (2007), dirección de Cinzia TH Torrini - Miniserie
- Rex, un policía diferente (2008), dirección de Marco Serafini - Miniserie
- Capri 2 (2008), dirección de Andrea Barzini y Giorgio Molteni - Serie
- Il giudice Mastrangelo 3 (2009), dirección de Enrico Oldoini - Ficción tv